# Bosmolspin
De bosmolspin (Robertus lividus) is een spinnensoort uit de familie van de kogelspinnen (Theridiidae). De wetenschappelijke naam van de soort werd, als Neriene livida, in 1836 gepubliceerd door John Blackwall.